# Direction nationale des enquêtes fiscales
La direction nationale des enquêtes fiscales (DNEF) est, en France, un service à compétence nationale (SCN) de la direction générale des Finances publiques, chargée de dépister les circuits de fraude fiscale à l'échelle nationale. 
Elle a été fondée en 1969. Elle est basée à Romainville depuis février 2025.

## Organisation
En 2019, elle comprenait :          
- Huit Brigades Nationales d'Investigations (BNI) chargées d'enquêter sur les nouveaux procédés de fraude fiscale,
- Onze brigades interrégionales d'intervention (BII) (dont trois à Paris et huit en Province); ses effectifs étaient de 423 emplois[3]. Ces BII sont spécialisées dans la mise en œuvre d'opérations dites lourdes à savoir l'utilisation de l'art L16B du Livre des procédures fiscales qui permet aux agents d'opérer des visites de lieux appartenant à des contribuables soupçonnés de se soustraire à l’assiette ou au recouvrement de l’impôt sur le revenu ou sur les bénéfices des sociétés ou de la taxe sur la valeur ajoutée . Cette procédure de saisie et de visite (improprement appelée « perquisition fiscale »)[4] est réalisée sur autorisation d’un juge des libertés et de la détention compétent et implique la présence d'un officier de police judiciaire sur place.

Les déclinaisons au niveau territorial de la DNEF sont les brigades départementales de contrôle et de recherche (BCR) et les directions interrégionales de contrôle fiscal (DirCoFi) organisées de manière autonome.